# Hecalus macilentus
Hecalus macilentus är en insektsart som beskrevs av Rauno E. Linnavuori 1975. Hecalus macilentus ingår i släktet Hecalus och familjen dvärgstritar. Inga underarter finns listade i Catalogue of Life.